# Simhud

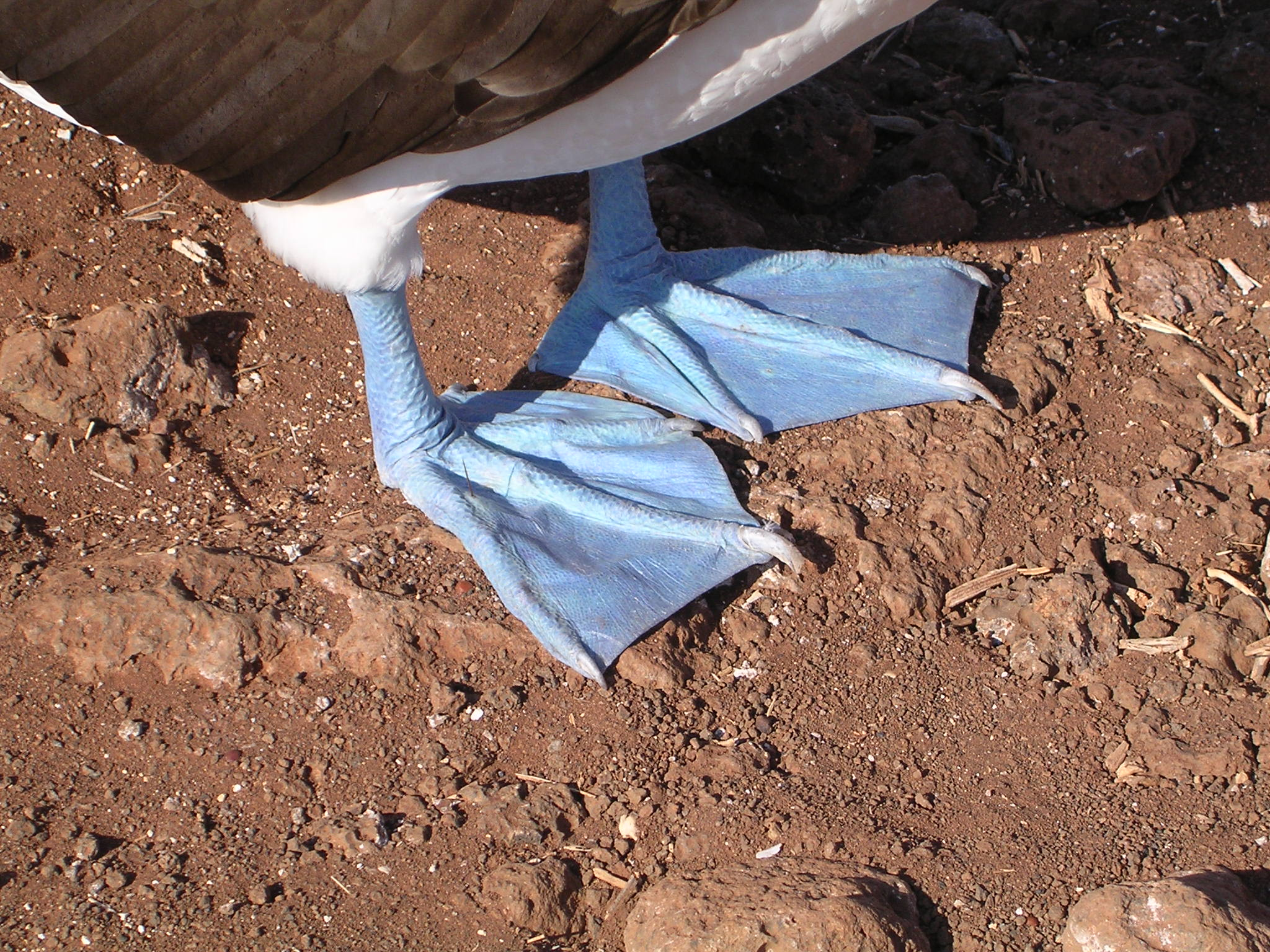
Fötter med simhud på en fågel av arten Blåfotad sula Sula nebouxii

Simhud är ett tunt lager hud mellan fingrar eller tår, som vissa djur har och använder likt en åra/paddel för att ta sig fram effektivt och snabbt i vatten.
Simhud förekommer hos groddjur och simmande däggdjur som till exempel näbbdjur, bäver och utter. Det finns även fåglar som har simhud, till exempel pelikaner, änder, skarvar, måsar och sulor.     